# Природно бедствие
Природното бедствие (среща се и като стихийно бедствие) е разрушително по своята същност и мащаби природно явление, в по-голямата си част неподлежащо на контрол от страна на човека, което застрашава и заплашва здравето и живота на хората и води до значителни материални повреди и щети. Типични примери за природни бедствия са вулканичните изригвания, земетресенията, наводненията, лавините, тропическите циклони. Възможно е едно природно бедствие да породи след себе си и друго, например вулканичните изригвания често са съпътствани от земетресения, броят на преките жертви на земетресението в Индийския океан през декември 2004 година е по-малък от загиналите вследствие на породените от него огромни вълни цунами.
Размерът на загубите обикновено зависи от подготвеността на хората и от способността им да реагират навременно и адекватно на бедствието, най-вече по спасителните работи. Това разбиране се изразява с популярната фраза, че „бедствията възникват, когато опасността се съчетае с уязвимост“. Така природни бедствия никога не възникват в области, които не са уязвими, например при силно земетресение в ненаселен район. Това дава основание на някои автори да оспорват определението „природни“, тъй като бедствия не биха възникнали без участието на човека. От друга страна много човешки дейности, като войните, могат да доведат до големи загуби, без да са природни бедствия, а в други случаи могат да задействат разрушителната сила на природата, като наводненията при скъсване на язовирна стена.

## Видове

### Геологични бедствия

#### Земетресение
Земетресенията представляват внезапни и бързи размествания на части от земната кора, обикновено в резултат на тектонични или вулканични процеси. Те са съпроводени с образуването на сеизмични вълни, пораждащи трептения в земните пластове и повърхност. Началната точка, намираща се под земята в огнището, се нарича хипоцентър. Проекцията на хипоцентъра на земната повърхност се нарича епицентър. По дълбочина на хипоцентъра земетресенията се делят на плитки (до 100 km), междинни (100 – 300 km) и дълбоки земетресения (300 – 700 km).
По-голямата част от земетресенията протичат без жертви и разрушения, но отделни силни земетресения, особено в гъсто населени райони, често са сред най-разрушителните природни бедствия. Степента на земетръсното въздействие зависи от вида на земетръсното огнище, деформационните и якостни свойства на земните пластове в огнището и по периферията му и количеството на отделената сеизмична енергия. Най-разрушителни са плитките тектонични земетресения.
Земетресението с най-голям регистриран магнитуд е Чилийското земетресение от 1960 година, което има интензивност 9,5 по скалата на Рихтер, но тъй като епицентърът му е в сравнително рядко населен район броят на жертвите е около 3 хиляди души. Земетресението с най-голям брой достоверно установени жертви е Земетресението в Индийския океан от 2004 година – при него и при последвалите го вълни цунами загиват около 283 хиляди души. Най-тежките земетресения в най-новата история на България са Чирпанското земетресение от 1928 година и Вранчанското земетресение от 1977 година.

#### Вулканично изригване
При вулканичните изригвания на определени места (вулкани) магма преминава през земната кора и достига до повърхността. Това е съпътствано с изхвърляне на лава, тефра (пепел, лапили и бомби) и различни газове. Самите вулканични изригвания са съпътствани с освобождаване на значителна енергия, което заедно с изхвърлената скална маса може да причини големи поражения, но придружаващите изригването явления също представляват голям риск. Изтичащата от вулкана гореща лава е разрушителна за достигнатите от нея сгради, съоръжения и насаждения.
Отделената вулканична пепел е опасна за здравето при вдишване и може да повреди движещите се части на машините, в които попада. Отложена върху земята и намокрена тя се превръща в подобен на бетон твърд материал, а натрупана в голямо количество върху сградите може да доведе до тяхното разрушаване. Понякога пепелта може да образува пирокластичен поток, бързо спускащ се по вулканичния склон облак от нагорещена пепел, който е силно разрушителен. Съществува хипотеза, че много силно вулканично изригване може да създаде голям и устойчив облак от пепел, който да доведе до глобално изменение на климата с катастрофални последици.
Сведения за значителни изригвания има още от древността – изригването на вулкан на остров Санторини се счита за най-вероятна причина за изчезването на Минойската цивилизация, а римските градове Херкулан и Помпей са затрупани с пепел и лава при изригване на вулкана Везувий. Три изригвания от началото на XX век имат вулканичен експлозивен индекс по-голям от 5 – на Пинатубо във Филипините (1991), на Ноуваръпта в Съединените щати (1912) и на Санта Мария в Гватемала (1902).

#### Свлачище
Свлачището е природно явление, при което се нарушава устойчивостта на големи земни или скални маси и се създават предпоставки за придвижването им надолу по склона. Причините за възникването на свлачища са свързани със спецификата на релефа – силно пресечен релеф и други геоложки дадености в определени райони. В планински райони обилни валежи или наводнения могат да доведат до кални или скални свлачища. При земетресения също могат да се получат свлачища.
В по-голямата част от случаите процесите на свличане нямат внезапен характер, което позволява да бъдат регулирани с технически средства. Те имат периоди на затихване и усилване. След активизиране на свлачището може да се стигне до възникване на бедствена ситуация. Понякога свлачища могат да препречат пътищата, а и да доведат до жертви.

#### Лавина
Лавината е внезапно, бързо свличане на снежна маса надолу по планински склон. Причина за появата ѝ̀ могат да бъдат както природни условия, така и човешка дейност. Лавините се формират в планински райони, обикновено на голяма височина като смесват въздуха и водата с падащия сняг. Мощните лавини притежават способността да завлекат със себе си лед, отломки от скали, дървета и други материали по склона. Лавините са съставени предимно от „поток“ сняг и се различават от кални свлачища, каменни свлачища или срив на леден връх на глетчер.
За разлика от други природни явления, които могат да причинят бедствия, лавините не са редки или случайни събития и са характерни за всяка планинска верига, на която се натрупва достатъчно голяма вертикална снежна покривка. В планинските райони лавините са сред най-големите опасности за живота и имуществото на туристи, алпинисти и планинари, като се има предвид тяхната разрушителна способност, произтичаща от техните възможности да пренасят огромна маса сняг и отломки бързо на големи разстояния.

### Водни бедствия

#### Наводнения
Наводненията представляват огромно количество вода, което залива определена територия в резултат на природни явления (първа група) – падане на обилни дъждове, интензивно снеготопене, повишаването на нивото на река, езеро, море или океан, както и от разрушаването на хидро-технически съоръжения като язовирни стени (втора група). Наводненията може да са следствие и от различни селскостопански дейности като напояване, ерозиране на почвата, дренажи и други.
Най-вероятни покачвания на нивото на водите се очакват в периодите март – април – май и октомври – ноември.
Легендите на много близкоизточни култури съдържат опустошително наводнение и се предполага, че Библейският потоп документира действително наводнение.
Наводненията могат да нанесат значителни щети на сгради, коли, мостове, пътища и дори да отнемат човешки животи, особено в по-бедните страни, където няма защити срещу тях. При наводнения е опасно укриването в подлези и надлези.

#### Цунами
Цунамито е природно явление, представляващо поредица необичайно високи и разрушителни вълни, възникващи при масивно разместване на водите на езеро, море или океан. Повече от 80% от всички цунами се случват по крайбрежията на Тихия океан, но са възможни и в други големи водни басейни, включително и в езера. Тези вълни са обичайно явление за Япония. Предвид огромната разрушителна сила и големина на вълната и огромното количество енергия, едно цунами може да нанесе огромни поражения на крайбрежните райони. Причините за възникването могат да бъдат земетресения, земни свличания, вулканични изригвания или сблъсък с космически обекти.
Вълните, породени от цунамито, започват да нарастват на височина, когато наближат брега. Дължината им достига няколкостотин километра, а височината им обикновено е до 15 m, но макар и рядко може да достигне до над 30 m, а скоростта на разпространение варира между 400 до 800 km/h. Вълните заливат първо ниските крайбрежни участъци, като причиняват сериозни разрушения и се оттеглят навътре във водния басейн, като дъното се оголва на значителни разстояния от брега. Заливането и оттеглянето се повтарят, докато вълните затихнат.

### Огнени бедствия

#### Пожар
Пожарът е горене, разпространяващо се без контрол във времето и пространството, характеризиращо се с отделяне на топлина, придружено с дим или пламъци, или и двете (БДС ISO 8421 -1). Пожарът е сложен комплекс от физикохимични явления, в основата на които лежат нестационарни, т.е. изменящи се във времето процеси на горене, топло и масообмен. Пожарът е неконтролирано горене, което заплашва човешкия живот и здраве, материални ценности или природната среда. Пожарът може да бъде инцидентен или умишлено предизвикан (палеж) с цел саботаж или в резултат на пиромания, или е причинен нежелано.

### Метеорологични бедствия

#### Виелица
Виелицата е силна снежна буря, съпроводена с много ниски температури, силни ветрове и обилен снеговалеж. Характерни за виелиците са почти нулевата видимост, отрицателният ефект на икономиката и парализирането на отделни райони в продължение на дни. Различните страни имат различни критерии, но обикновено ветровете са със сила от поне 50 km/h, видимостта е по-малка от 100 – 200 метра и продължителността е поне 2 – 3 часа.

#### Циклони
Циклони, тайфуни, тропически циклони и урагани са различни наименования за практически едно и също явление – система, която се формира над океаните. Различните имена се дължат на различните райони, в които се появяват – в северозападната част на Тихия океан те се наричат тайфуни, а в североизточната му част и в Атлантическия океан – урагани. Свързват се и с наводнения, разрушения и човешки жертви. Тези природни бедствия са характерни най-вече за летния сезон и периода на мусоните.
Различават се два основни вида циклони – извънтропически и тропически. Първите се образуват в умерените или полярните ширини и имат диаметър от хиляди километри в началото на развитието си, и до няколко хиляди в случай на т.нар. централен циклон. Тропическите циклони се образуват в тропиците и имат по-малки размери (стотици, рядко – хиляди километра), но големи барични градиенти, а скоростта на вятъра достига до щорм. За такива циклони е характерно и т.н. „око на бурята“ – централна област с диаметър 20 – 30 km с относително ясно и безветрено време. Характерни за тропическите циклони са високата скорост на вятъра (до 70 m/s, с пориви до 100 m/s) и огромното количество валежи (до 1000 mm в денонощие), водещи до катастрофални опустошения на сушата и бурно вълнение в морето. Наводненията при преминаването на тропическите циклони се предизвикват не само от валежите, но и от издигането на равнището на морската вода край ниските части от брега.
Най-големите щети в съвременната история са нанесени от урагана „Катрина“ през 2005 г., който е тропически циклон. По различни оценки, щетите от стихийното бедствие са от $89 до $125 млрд. Най-смъртоносният за цялата история на наблюденията е Великият ураган от 1780 г. Жертвите на урагана, бушуващ от 10 до 16 октомври 1780 г., са над 27,5 хиляди души на Малките Антили в Карибско море.

#### Суша
Сушата е период на валежи под средното ново в даден регион, в резултат на което се стига до продължителен недостиг на вода, независимо дали в атмосферата, повърхностните води или подпочвените води. Сушата може да продължи месеци или години. Тя може да има значително въздействие върху екосистемата и селското стопанство на засегнатия регион. Годишните сухи сезони в тропиците значително увеличават шансовете за пожари.
Много растителни видове, като кактусите например, имат специални механизми на адаптация, като например намалена площ на листата и восъчни кожички за повишаване на тяхната способност да понасят сушата. Продължителни засушавания причиняват масови миграции и хуманитарни кризи. Най-продължителната суша, регистрирана някога в писаната история, е в пустинята Атакама в Чили (400 години).

#### Торнадо
Торнадото (или смерч) е силен атмосферен вихър, който образува въртящ се стълб от въздух, свързващ повърхността на земята с купесто-дъждовен, в редки случаи – с купест облак. Скоростта на вятъра е до 177 km/h, диаметърът им на повърхността на земята е около 80 m, а разстоянието, на което се придвижват преди да се разсеят, е няколко километра.
Сред различните видове торнада са наземните, многовъзловите и водните. Водните смерчове се характеризират със спираловиден фуниевиден стълб, свързващ голям купест или купесто-дъждовен облак с водна повърхност. Такива спираловидни стълбове често се образуват в областите, близки до екватора и са по-редки в умерените ширини. Торнада са наблюдавани на всички континенти, с изключение на Антарктида.

#### Градушка
Градушката (разговорно град) е вид валеж от ледени зърна с размер между 5 и 150 mm в диаметър. Дължи се на преохлаждане на кондензати във високите части на атмосферата. Наблюдава се най-често в пролетно-летния сезон. Градушката се образува само от един вид облаци, купесто-дъждовни, обикновено във фронта на буреносната облачна система.
Градушката често се наблюдава в умерения климатичен пояс, а също по продълженията на планински масиви, където орографските характеристики на терена предизвикват движението на хоризонталните ветрове нагоре. Един от най-печално известните с градушките си район в света е планинската северна част на Индия и Бангладеш, където е отчетена най-високата смъртност, свързана с градушки, и са измерени някои от най-големите зърна град.

### Здравни бедствия
Епидемия е масово разпространение на заразно заболяване, понякога наричано избухване на заболяването. Човешката история помни много епидемии, като например черната смърт, преминала през по-голямата част от Европа между 1346 и 1353 г. при което измира от една трета до една втора от цялото население.
Пандемията е епидемия, която се е разпространила в световен мащаб. В последните сто години, значителни пандемии включват испанският грип от 1918 г., който убива около 50 милиона души по целия свят, азиатският грип от 1957 – 1958 г., пандемията от СПИН, която започва през 1959 г., SARS пандемията през 2002 – 2003 г., и H1N1 (свински грип) пандемията в периода 2009 – 2010 г.

### Космически бедствия

#### Стълкновение с небесно тяло
Това са стълкновения с големи метеорити, астероиди, комети или други небесни тела със Земята или друга планета. На мястото на удара като правило се образува кратер. Разрушителната сила е огромна и може да възникне земетресение, пожар или цунами. Счита се, че именно такива събития са довели до масовите измирания. С този процес е свързана и появата на полезни изкопаеми.
По всичко личи, че такива събития са играли значителна роля във формирането и еволюцията на Слънчевата система, като например създаването на системата Земя-Луна, еволюционната история на живота, произхода на водата на Земята и няколко масови измирания.
Едно от най-известните такива стълкновения е Тунгуският метеорит в Сибир, Русия през 1908 година. Друго такова е Челябинският в Руската федерация на 15 февруари 2013 година. Метеоритът се взривява в стратосферата над Челябинск, като осветява много ярко огромна площ. Ударна вълна разтърсва града и населените места в областта като оставя поне 1200 ранени, предимно от разбити стъкла.

### Слънчево изригване
Слънчевото изригване е мощно изхвърляне в слънчевата атмосфера на топлинна, светлинна и кинетична енергия която може да достигне 6×1025 J. Слънчевите изригвания обхващат всички слоеве на слънчевата атмосфера – слънчевата корона, фотосферата и хромосферата, нагрявайки плазмата до 10 милиона градуса по Целзий. Повечето слънчеви изригвания се появяват около слънчевите петна, където се образуват интензивни магнитни полета. Струпването на слънчеви петна означава повишаване на слънчевата активност, което може да предизвика магнитни бури на Земята. Малко вероятно е такова явление да причини пряка силна вреда, но може да нанесе повреди или унищожи електрическо оборудване. Слънчева геомагнитна буря, която предизвиква бедствие се наблюдава по време на Карингтъновото изригване, на 29 август 1859 г., което води до сериозни разстройства в телеграфната мрежа. През март 1989 г. геомагнитна буря оставя Квебек без електрически ток, в тъмнина. Най-мощното изригване, регистрирано някога става на 4 ноември 2003 г.

## Най-големите природни бедствия на Древността
- Земетресението в Хелике, Гърция през 373 г. пр.н.е.

Хелики е древногръцки град в северната част на полуостров Пелопонес, който потъва в Средиземно море след земетресение и цунами. През 2001 година градът е открит в близост до Ризомилос.
- Минойското изригване – Санторини и Крит, Гърция, 1645 г. пр.н.е.

Придружено е от силно земетресение. В резултат от природния катаклизъм, древният остров потъва и се образува сегашната островна група, като вулканичният кратер е сега на морското дъно между островите. Следи от огромната експлозия са открити чак в Египет и по източното крайбрежие на Средиземно море. Учените смятат, че изригването на вулкана е основната причина за изчезването на критско-минойската цивилизация. Най-вероятно този природен катаклизъм е създал и легендата за Атлантида.
- Изригването на Везувий през 79 г. Италия

Това е едно от най-катастрофалните и най-силните вулканични изригвания в историята на Европа. Останките на около 1500 души са открити в Помпей и Херкулан, но общият брой е неизвестен.
- Критското земетресение и цунами в Александрия – Гърция и Северна Африка, 365 г.

Счита се че земетресението е с магнитуд 8 и разрушава много градове в Гърция, Либия, Кипър и Сицилия. Последвалото цунами, опустошава голяма част от Александрия като част от града потъва.

## Най-големите природни бедствия
Това е списък на най-големите природни бедствия, регистрирани в света по брой на човешки жертви.
| Номер | Приблизителен брой на загиналите | Събитие                        | Място                             | Дата                       |
| ----- | -------------------------------- | ------------------------------ | --------------------------------- | -------------------------- |
| 1     | 1 000 000 – 4 000 000*           | Китайски наводнения от 1931 г. | Китай                             | 01931\|юли-август 1931 г.  |
| 2     | 900 000 – 2 000 000              | Наводнение на Жълтата река     | Китай                             | септември-октомври 1887 г. |
| 3     | 830 000                          | Земетресение в Шънси           | Китай                             | 23 януари 1556 г.          |
| 4     | 450 000 (242 000 – 655 000)      | Таншанско земетресение         | Китай                             | 28 юли 1976 г.             |
| 5     | 375 000 (250 000 – 500 000)      | Циклон в Бангладеш             | Източен Пакистан (днес Бангладеш) | 13 ноември 1970 г.         |
| 6     | 300 000                          | Циклон в Коринга               | Индия                             | 25 ноември 1839 г.         |
| 7     | 300 000                          | Циклон в Калкута               | Индия                             | 7 октомври 1737 г.         |
| 8     | 280 000                          | Земетресение в Индийския океан | Индийски океан                    | 26 декември 2004 г.        |
| 9     | 273 400                          | Земетресение в Гансу           | Китай                             | 16 декември 1920 г.        |
| 10    | 250 000 – 300 000                | Земетресение в Антакия         | Византийска империя               | Май 526 г.                 |

## Човешки жертви и материални щети
Съгласно данните на ООН, за броя на загиналите от всички видове стихийни бедствия, на първо място са хидрометеорологичните катастрофи, на второ – геоложките и на трето – причинените от човека.
От земетресения, урагани и други опасни природни явления от 1970 до 2010 г. в света са загинали около 3,3 млн. души (средно 82 500 души на година). Повечето от тях са на териториите на бедни държави.
Съвкупните размери на щетите от всички видове стихийни бедствия за периода от 1970 до 2008 г. са $2300 млрд. (по курс от 2008 г.), или 0,23 % от общия обем на световното производство. Най-големите щети причиняват земетресенията и ураганите, а най-потърпевши са страните със средни доходи.